# Louis XIV
Louis XIV — настільна гра для двох-чотирьох гравців, розроблена Рюдігером Дорном. Вона була видана німецькою мовою у 2005 році видавництвом Alea, а англійською мовою — видавництвом Rio Grande Games.
Louis XIV здобула 1-е місце на Deutscher Spiele Preis у 2005 році.

## Ігрові матеріали
- 90 ігрових карт
- 64 камені впливу
- 12 планшетів персонажів
- 60 гербів
- 34 жетони місій
- 32 монети
- 1 жетон першого гравця
- 1 фігурка «Людовик XIV»
- 1 інструкція

## Ігровий процес
Гравці переносяться у часи абсолютизму, до двору французького «Короля-Сонця» Людовика XIV. Щоб досягти успіху при дворі, потрібно знати «правильних» людей і заручитися їхньою підтримкою, щоб піднятися в очах короля. Гравці досягають цього, виконуючи різноманітні місії.
У грі важлива роль відводиться підкупу і впливу, оскільки часто тільки той гравець, хто має найбільший вплив на придворних Людовика XIV, отримує жетон місії.
Гра завершується після четвертої фази підрахунку результатів. Гравці отримують 1 герб за:
- 1 карту впливу,
- 1 карту інтриг,
- 1 жетон місії,
- 1 камінь впливу на планшеті персонажа або 3 луїдора.

Після цього всі гравці розкривають свої герби. Гравець, у якого найбільше гербів певного типу, отримує бонусний герб. Після підрахунку всіх шести типів гербів кожен гравець додає по 5 переможних очок за кожну виконану місію. Гравець із найбільшою кількістю очок стає переможцем.